# Jaroslav Bílý
Jaroslav Bílý (né le 15 mai 1935 à Libkovice pod Řípem - mort le 16 juillet 2010 à Zlín) est un compositeur et chef d'orchestre tchèque.